# William Horwood (compositore)
William Horwood (1430 circa – 1484 circa) è stato un compositore inglese.
Di lui e delle sue composizioni si hanno pochissime notizie. Si sa che era un compositore di canti polifonici e che nel 1470 cantava alla Cattedrale di Lincoln. Nel 1476 divenne vicedirettore del coro di cui fu direttore dall’84
Delle sue composizioni ne sono pervenute quattro, di cui tre complete ed una incompleta nel Libro corale di Eton. Un'ulteriore composizione incompleta è contenuta in un manoscritto conservato a York.
Il suo Magnificat secundi toni a 5 è estremamente somigliante a quella del suo quasi contemporaneo Josquin des Prez, al punto che ad un primo ascolto può essere attribuito proprio a Des Prez.